# Skrivekunstskolen
Skrivekunstskolen er en dansk forfatterskole med base på Godsbanen i Aarhus. 
På skolen beskæftiger eleverne sig med kreativ skrivning, læsninger af udgivet litteratur og kritik. 
Skolen blev oprettet i 2013 på initiativ af Jette Sunesen, Ruth Morell og Christian Djurhuus, hvoraf sidstnævnte er fast underviser og daglig leder. Derudover er der gæsteundervisning ved en række forskellige forfattere. 
Skrivekunstskolen er en del af Aarhus Litteraturcenter.